# Mausolée de Mullo Mir
 (décembre 2023).
Le mausolée de Mullo Mir, également connu sous les noms de mausolée Hakim Mullo Mir ou mausolée Hoki Mullo Mir, est un monument architectural situé dans le district de Romitan, dans la région de Boukhara. 

## Histoire
Le monument a été construit au XVIe siècle. Il s'agit du mausolée d'Amir Husayn Mulla Mir, et un monastère a été construit à côté. La maison a été construite dans les années 90 du XVIe siècle dans le village de Hokimullamir. Amir Husayn Mulla Mir est décédé en 1597. Cette année est gravée sur la pierre tombale. 

## Structure
Dans le mausolée de Mullo Mir, il y a un bâtiment cérémoniel et une pièce. Mullo Mir est un complexe architectural. La maison se compose d'un pignon, d'une large façade, d'un dôme au centre et d'un porche. La superficie du bâtiment est de 26 mètres carrés. Il y a également des chambres d'hôtes et des chambres à deux étages. La pièce a une forme rectangulaire, la largeur de la façade principale avec les tours d'angle est de 20 mètres et la hauteur est de 17 mètres. De plus, il y a une salle publique devant la maison, qui est couverte d'un dôme. Les murs de façade du mausolée sont décorés de briques polies et finis avec un mélange de ganch. Les fenêtres sont couvertes de barres en bobine et le dôme est surmonté de dômes en treillis. Le petit-fils de Mulla Mir Mirkhond, Khojagon, est l'un des représentants de l'ordre de Naqshbandi. Au XVIe siècle, les enseignements de la Tariqat et du soufisme se sont développés dans le Khanat de Boukhara, et Mulla Mir a émergé pendant cette période. Il est communément connu sous le nom de Mir Hazrat Eshan et est considéré comme un saint. La tombe de Mullo Mir se trouve du côté est de la pièce. Sur la pierre de Khazira, on trouve des versets du Saint Coran et des informations généalogiques.

## Littératures
- Ражабов Қ., Мухамаджонова Л, Ромитан тумани тарихи, Тошкент, „Tafakkur“ нашриёти,‎ 2015, 64 p.
- Баҳромов Қ, Шодиева Н, Бухоро тарихий обидалари географияси, Бухоро, Дурдона нашриёти,‎ 2020, 129 p.